# Armia Podboju
Armia Podboju (arab. ‏‏جيش الفتح‎ trb. dżisz al-Fth trl. ǧīš āl-ftḥ‎) – koalicja ugrupowań fundamentalistów islamskich uczestniczących w wojnie w Syrii, utworzona 24 marca 2015 i działająca głównie w muhafazie Idlibu. Koalicja była wspierana przez Turcję i Arabię Saudyjską.
W skład Armii Podboju weszły następujące formacje:
- Ahrar asz-Szam,
- Dżabhat an-Nusra,
- Legion asz-Szam (opuścili koalicję 3 stycznia 2016[3]),
- Liwa al-Hakk,
- Dżajsz as-Sunna,
- Adżnad asz-Szam,
- Imam Bukhari Jamaat,
- Dżund al-Aksa (opuścili koalicję 23 października 2015[4]).

Armię Podboju utworzyło ponad 10 000 bojowników, z czego 90% stanowiły oddziały Ahrar asz-Szam i Dżabhat an-Nusra.
Zaraz po jej utworzeniu, Armia Podboju zaatakowała miasto Idlib, które zdobyła 28 marca, po czym wszczęli pościg za wycofującą się syryjską 11 Dywizją Pancerną i zdobyli Dżisr asz-Szughur.
11 czerwca 2015 w miejscowości Kalb Lauza terroryści Dżabhat an-Nusra porwali i zamordowali trzydziestu Druzów. We wrześniu zdobyli lotnisko w Abu az-Zuhur, gdzie następnie zabili 56 jeńców z armii syryjskiej.
Armia Podboju de facto rozpadła się pod koniec 2016 roku, gdy poszczególne jej frakcje zaczęły walczyć między sobą o kontrolę nad regionem Idlibu.